# Briseida Acosta
Briseida Acosta Balarezo (Navolato, 30 de agosto de 1993) es una deportista mexicana que compite en taekwondo. Ganó dos medallas en el Campeonato Mundial de Taekwondo, plata en 2013 y bronce en 2019.

## Biografía
Originaria del estado de Sinaloa, la familia de Briseida Acosta es de destacados taekwondoines al ser su padre Juan José Acosta Ríos su propio entrenador dedicándose a este deporte de manera profesional desde los seis años de edad. Tres de sus primos y hermanos también practican el taekwondo al igual que su prima Eline Acosta Torres, quien ha tenido también destacadas actuaciones en competencias como la Olimpiada nacional.

## Trayectoria
Con solo 19 años de edad, Briseida es más que conocida a nivel internacional en el taekwondo por la firme determinación que ha demostrado en cada uno de sus combates ganando 15 de 22 combates hasta antes del campeonato mundial de 2013. Consiguió la medalla de plata en los Juegos Olímpicos de la Juventud en Singapur.
A lo largo de su carrera ganó dos medallas en el Campeonato Mundial de Taekwondo en los años 2013 y 2019, y cuatro medallas en el Campeonato Panamericano de Taekwondo entre los años 2014 y 2021. En los Juegos Panamericanos de 2019 consiguió una medalla de oro.

### Palmarés internacional
| Campeonato Mundial      | Campeonato Mundial       | Campeonato Mundial | Campeonato Mundial |
| Año                     | Lugar                    | Medalla            | Categoría          |
| ----------------------- | ------------------------ | ------------------ | ------------------ |
| 2013                    | Puebla (México)          | Medalla de plata   | +73 kg             |
| 2019                    | Mánchester (Reino Unido) | Medalla de bronce  | +73 kg             |
| Juegos Panamericanos    |                          |                    |                    |
| Año                     | Lugar                    | Medalla            | Categoría          |
| 2019                    | Lima (Perú)              | Medalla de oro     | +67 kg             |
| Campeonato Panamericano |                          |                    |                    |
| Año                     | Lugar                    | Medalla            | Categoría          |
| 2014                    | Aguascalientes (México)  | Medalla de oro     | +73 kg             |
| 2016                    | Querétaro (México)       | Medalla de bronce  | +73 kg             |
| 2018                    | Spokane (Estados Unidos) | Medalla de plata   | +73 kg             |
| 2021                    | Cancún (México)          | Medalla de plata   | +73 kg             |